# آلودگی آب‌های زیرزمینی به آرسنیک

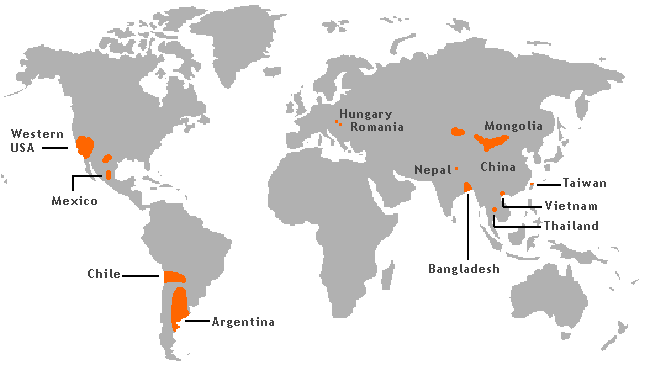
مناطق با آب زیرزمینی آلوده به آرسنیک

آلودگی آب‌های زیرزمینی با آرسنیک نوعی آلودگی آب زیرزمینی است که غالباً به دلیل وجود غلظت‌های بالای آرسنیک در سطوح عمیق‌تر آبهای زیرزمینی اتفاق می‌افتد. این مسئله با توجه به استفاده از چاه‌های عمیق تأمین آب در دلتای گنگ، یک مشکل قابل توجه محسوب می‌شود و عامل جدی مسمومیت به آرسنیک در تعداد زیادی از افراد است. یک مطالعه که در سال ۲۰۰۷ انجام شد نشان داد که بیش از ۱۳۷ میلیون نفر در بیش از ۷۰ کشور جهان تحت تأثیر محتمل مسمومیت با آرسنیک آب آشامیدنی قرار دارند. این مشکل، پس از حادثه مسمومیت گسترده آب در بنگلادش، به نگرانی جدی‌ای در حوزهٔ سلامت تبدیل شده‌است. آلودگی آب‌های زیرزمینی به آرسنیک در بسیاری از کشورهای جهان، از جمله ایالات متحده دیده می‌شود.
تا کنون، حدود ۲۰ حادثه عمده آلودگی آب زیرزمینی با آرسنیک گزارش شده‌است. از این میان، چهار حادثه مهم در آسیا، تایلند، تایوان و چین رخ داده‌است. چاه‌های خطرناک در چین مکان‌یابی شده‌است.

## مشخصات ترکیبات آرسنیک در آب
آب آلوده به آرسنیک به طور معمول حاوی اسید آرسنوس و اسید آرسنیک یا مشتقات آنها است. نام‌گذاری آنها به عنوان «اسید» به نوعی تشریفاتی است؛ این مواد، اسیدهای تهاجمی نیستند بلکه صرفاً اشکال محلول آرسنیک نزدیک به pH خنثی هستند. این ترکیبات از سنگهای زیرین که آبخوان را احاطه کرده‌اند، استخراج می‌شوند. اسید آرسنیک تمایل دارد به عنوان یون‌های [HAsO4]2− و [H2AsO4]− در آب خنثی وجود داشته باشد، در حالی که اسید آرسنوس یونیزه نیست. 

## مصرف رژیم غذایی
محققان بنگلادش و انگلستان ادعا کرده‌اند که دریافت آرسنیک حاصل از برنامه غذایی، مقدار قابل توجهی به مقدار کل آرسنیک مصرفی که از آبیاری با آب آلوده حاصل می‌شود، اضافه می‌کند.